# Maria de Lourdes Portela
Maria de Lourdes Mazzoleni Portela (Santa Maria, 14 de gener de 1988) és una esportista brasilera que competeix en judo, guanyadora de dues medalles als Jocs Panamericans els anys 2011 i 2015, i quatre medalles al Campionat Panamericà de Judo entre els anys 2009 i 2015.
Va participar en els Jocs Olímpics de Londres 2012, on va finalitzar dissetena en la categoria de –70 kg.

## Palmarès internacional
| Jocs Panamericans    | Jocs Panamericans         | Jocs Panamericans | Jocs Panamericans |
| Any                  | Lloc                      | Medalla           | Categoria         |
| -------------------- | ------------------------- | ----------------- | ----------------- |
| 2011                 | Guadalajara ( Mèxic)      | 3                 | –70 kg            |
| 2015                 | Toronto ( Canadà)         | 3                 | –70 kg            |
| Campionat Panamericà |                           |                   |                   |
| Any                  | Lloc                      | Medalla           | Categoria         |
| 2009                 | Buenos Aires ( Argentina) | 2                 | –70 kg            |
| 2011                 | Guadalajara ( Mèxic)      | 2                 | –70 kg            |
| 2012                 | Mont-real ( Canadà)       | 1                 | –70 kg            |
| 2015                 | Edmonton ( Canadà)        | 3                 | –70 kg            |